# دهستان کوهسنگی
کوهسنگی، دهستانی است از توابع بخش میان‌ولایت شهرستان تایباد در استان خراسان رضوی.

## جمعیت
جمعیت این دهستان بر اساس سرشماری سال ۱۳۸۵ (۱٬۶۹۴ خانوار) ۷٬۶۱۴ نفر 
است.